# Ambergris Cays
Die Ambergris Cays sind eine kleine Inselgruppe im äußersten Südosten der Kette der Caicos-Inseln. Sie liegen im Atlantischen Ozean etwa 20 Kilometer südwestlich von South Caicos und gehören zum Britischen Überseegebiet der Turks- und Caicosinseln.
Die Gruppe besteht aus der Hauptinsel Big Ambergris Cay mit einer Fläche von 4,28 km² und ihrer westlichen Nachbarinsel Little Ambergris Cay mit 6,59 km², zwei flachen Sandinseln. Während Little Ambergris Cay stark versandet, versumpft und daher unbewohnbar ist, entstand auf der zwei Kilometer östlich gelegenen Insel Big Ambergris Cay im Jahr 2000 ein großes Ferienresort mit Yachthafen und einer 1700 Meter langen Start- und Landebahn für Kleinflugzeuge.
Die Inseln haben ihren Namen vom Ambergris (englisch für ‚Ambra‘), einem früher zur Parfümherstellung genutzten Ausscheidungsprodukt von Pottwalen, das dort in großen Mengen angespült wurde.